# Mosannona depressa
Mosannona depressa är en kirimojaväxtart som först beskrevs av Henri Ernest Baillon, och fick sitt nu gällande namn av Laurentius 'Lars' Willem Chatrou. Mosannona depressa ingår i släktet Mosannona och familjen kirimojaväxter.

## Underarter
Arten delas in i följande underarter:
- M. d. abscondita
- M. d. depressa